# 교황 빅토르 3세
교황 빅토르 3세(라틴어: Victor PP. III, 이탈리아어: Papa Vittore III)는 제158대 교황(재위: 1086년 5월 28일 - 1087년 9월 16일)이다. 본명은 다우페리우스(Dauferius)이다. 좋지 않았던 그의 건강은 교황으로 선출되는데 장애물이 되었으며, 교황이 된 이후에도 더욱 악화되어 심지어 대관식 중에 쓰러지기까지 하였다. 생전에 그가 남긴 유일한 글은 누르시아의 베네딕토를 포함한 몬테카시노 수도원의 베네딕도회 성인들이 행한 기적들을 나열한 《대화록》이다. 1887년 7월 23일 교황 레오 13세에 의해 복자로 시복되었다.

## 약력

### 생애 초기와 아빠스
다우페리우스는 1026년 랑고바르드 왕국의 유력한 가문 출신인 베네벤토 공작 란둘프 5세의 외동아들로 태어났다. 1047년 그의 부친은 노르만족과의 전투 중에 전사하였다. 그 후 그는 정략결혼을 피해 달아나다가 다시 붙잡혀 끌려왔지만, 결국 다시 달아났다. 그는 카바데티레니로 가서 그곳에 있는 산 소피아 수도원에 들어갔다. 그곳에서 그는 데시데리우스(Desiderius)라는 수도명을 받았다. 그의 모친은 하나 뿐인 아들이 수사가 되는 것을 크게 반대했다. 그러나 산 소피아 수도원의 생활이 그다지 엄격하지 않자, 젊은 수사는 아드리아 해의 이솔레트레미티 섬의 수도원으로 갔다가 1053년 아브루초 주의 마이엘라에 있는 은수자들을 찾아갔다. 이 무렵 그는 교황 레오 9세의 눈에 띄어, 치비타테 전투 이후 노르만족과의 평화 협상을 위한 교황 사절로 파견되었다.
얼마 후에 데시데리우스는 피렌체에서 교황 빅토르 2세 밑에서 일하게 되었다. 그곳에서 그는 몬테카시노 수도원의 명망 높은 베네딕도회 수사 두 명을 만나 1055년 몬테카시노 수도원에 들어갔다. 데시데리우스는 수도원 공동체에 들어간 지 얼마 안 되어 카푸아에 있는 지부의 총장이 되었다. 1057년 크리스마스에 교황 스테파노 9세가 자신이 소유권을 갖고 있는 몬테카시노 수도원을 직접 찾아왔다. 앞으로 자신이 살 날이 얼마 남지 않았다고 생각한 교황은 수사들에게 새 아빠스를 선출할 것을 지시했다. 수사들은 자신들의 새 아빠스로 데시데리우스를 선택했다. 그러나 건강이 호전된 교황은 앞으로 자신이 살아있는 동안에는 몬테카시노 수도원에 대한 소유권을 계속 갖고 싶어했다. 그래서 그는 데시데리우스를 콘스탄티노폴리스에 보낼 교황 특사로 임명했다. 바리의 항구에 도착해 동방으로 떠날 배에 오를 준비를 하던 데시데리우스는 스테파노 9세가 선종했다는 소식을 들었다. 노르만족의 아풀리아 백작(나중에 공작으로 승격됨) 로베르 기스카르로부터 안전 통행증을 받은 그는 수도원으로 돌아갔으며, 1058년 부활절에 훔베르트 추기경에 의해 공식적으로 아빠스로 축성되었다.
1058년 3월 6일 데시데리우스는 교황 니콜라오 2세에 의해 산티 세르조 에 바코 성당의 부제급 추기경에 서임되었다. 그리고 1059년에는 산타 체칠리아 인 트라스테베레 성당의 사제급 추기경이 되었다.
데시데리우스는 성당과 수도원을 개축하고, 수사본 필사실을 마련했으며, 수도원의 규율을 재정비했다. 그 결과 그가 아빠스로 있는 동안 수도원에는 200명의 수사가 거주하였다. 1071년 10월 1일 몬테카시노의 새 대성당이 완공되어 교황 알렉산데르 2세에 의해 축성되었다. 데시데리우스의 높은 명망은 몬테카시노 수도원에 각종 선물과 특혜를 가져다 주었다. 특히 기부금은 콘스탄티노폴리스에 직접 제작해 공수해 온 보석과 법랑으로 장식한 황금으로 만든 제대를 포함하여 교회의 장식품과 기타 전례에 사용하는 용기 등을 만드는데 사용되었다. 베드로 부제는 데시데리우스가 몬테카시노에서 필사한 고서 70권의 목록을 정리했는데, 개중에는 히포의 아우구스티노와 암브로시오, 베다, 카이사레아의 바실리오, 나지안주스의 그레고리오, 카시아노 등이 저술한 책들을 비롯하여 요세푸스와 바오로 부제, 요르다네스, 투르의 그레고리오가 집필한 역사서, 유스티니아누스 1세의 《로마법 대전》, 푸블리우스 테렌티우스 아페르와 베르길리우스, 세네카의 문학 작품들, 키케로의 《신론》(De natura deorum), 오비디우스의 《달력》(Fasti) 등이 있다.
데시데리우스는 캄파냐와 아풀리아, 칼라브리아, 베네벤토 공국의 교황 대리로 임명됨과 동시에 수도원들의 개혁을 주도할 권한을 부여받았다. 성좌의 기대를 한몸에 받은 그는 심지어 교황으로부터 성직자가 부재한 성당이나 수도원 중에서 그가 원하는 곳이라면 어디라도 자신의 베네딕도회 동료 수사들 중에서 그곳을 담당할 주교와 아빠스를 선정할 권리까지 부여받았다.
대성당이 축성된 지 2년 만에 알렉산데르 2세가 선종하고 일데브란도가 교황 그레고리오 7세로서 교황직을 계승했다. 데시데리우스는 성좌를 위해 이탈리아 남부 노르만족으로부터 지지와 도움을 받고자 했다. 1059년에 이미 그는 로베르 기스카르와 카푸아의 리카르도 1세에게 교황의 신하가 될 것을 설득한 바 있다. 그레고리오 7세는 교황으로 선출되자마자 노르만족이 점령한 이탈리아 지역 상황을 확인하기 위해 데시데리우스를 파견 보냈다. 또한 그에게 1073년 8월 2일 베네벤토에서 로베르 기스카르와 만나 협상하도록 하였다. 데시데리우스는 교황의 대리 자격으로 노르만족 지도자들 사이에서 중재 역할을 하였다. 그리고 노르만족 지도자들이 교황과 적대 관계로 돌아서 전쟁이 일어난 와중에도 그들과 여전히 좋은 관계를 유지하였다. 1080년 후반에 데시데리우스는 교황을 위해 노르만족 군대를 얻는데 성공하였다. 1082년 데시데리우스는 대립교황을 옹립한 신성 로마 제국의 군대가 티볼리에서 그레고리오 7세를 포위 공격하는 동안 알바노에 있는 독일 왕이자 신성 로마 제국 황제인 하인리히 4세를 찾아갔다. 1083년 그는 평화를 위해 클뤼니의 위그 아빠스와 더불어 교황과 황제 사이를 화해시키기 위해 나섰지만, 이 같은 행동은 그레고리오 7세로부터 의혹의 눈초리를 받았다. 1084년 로마가 하인리히 4세의 수중에 들어가면서 그레고리오 7세가 산탄젤로 성으로 피신해 포위당하자, 데시데리우스는 로베르 기스카르에게 군대를 이끌고 교황과 황제를 떨어뜨리기 위해 로마로 와줄 것을 요청했다.

### 교황

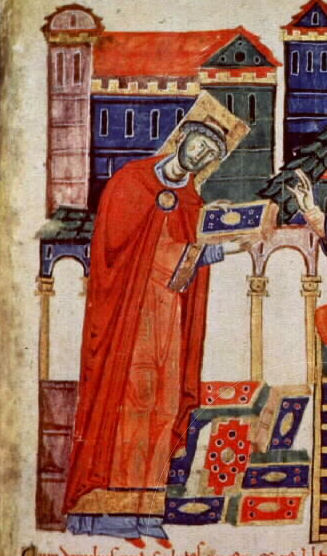
교황 빅토르 3세

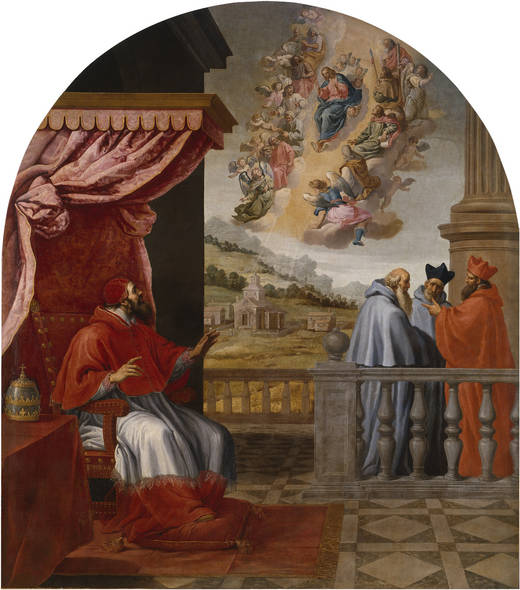
비센테 카르두초: 교황 빅토르 3세의 환시. 엘 파울라 수도원 (스페인).

비록 데시데리우스는 그레고리오 개혁의 열렬한 지지자였지만, 온건파에 속했기 때문에 그레고리오 7세와 이따금씩 의견을 달리하곤 하였다. 1085년 5월 25일 그레고리오 7세가 살레르노에서 임종 직전에 있자, 몬테카시노 수도원의 아빠스는 이탈리아 남부 추기경들에게 그레고리오 7세를 이을 가장 적합한 후임자로 데시데리우스를 추천했다. 로마 시민들은 대립교황 클레멘스 3세를 내쫓았으며, 데시데리우스는 앞으로 소집될 교황 선거에 관해 다른 추기경들과 협의하기 위해 서둘러 로마로 갔다. 그러나 교황직에 대한 뜻이 없었던 데시데리우스는 이 사실을 알고 몬테카시노로 도망간 후, 그곳에서 노르만족과 랑고바르드족에게 단합하여 성좌를 지지해줄 것을 호소하는 일로 시간을 보냈다. 가을이 오면서 데시데리우스는 노르만족 군대와 함께 로마에 입성했다. 그러나 추기경들과 노르만족 지도자들 간에 후임 교황으로 자신을 추대하기로 의견을 모은 사실을 안 그는 그들에게 그 계획을 포기하겠다고 확실히 약속하기 전까지는 로마에 들어가지 않겠다고 선언했다. 그러나 추기경들과 노르만족 지도자들은 이를 거부하였고, 후임 교황을 선출하기 위한 선거는 무기한 연기되었다. 예수 부활 대축일에 로마에 모인 주교들과 추기경들은 교황 선거와 관련한 논의를 위해 데시데리우스와 그와 함께 몬테카시노에 머물고 있는 소수의 추기경들에게 로마에 올 것을 요청했다.
5월 23일 산타 루치아 인 셉티솔리스 성당에서 추기경회의가 소집되어, 데시데리우스에게 재차 교황직을 수락할 것을 재촉했다. 그러나 데시데리우스는 만약 강압적으로 자신에게 교황직을 계속 강요할 시, 수도원으로 돌아가겠다고 위협하면서 거부 의사를 밝혔다. 다음날인 성령 강림 대축일 아침에 재차 회의가 소집되었으나, 어제와 똑같은 장면만 다시 연출되었다. 이에 참다 못해 로마 집정관 켄키우스는 오스티아의 주교 오동을 후임 교황으로 선출할 것을 제안했지만, 몇몇 추기경들이 교회법상 절차에 맞지 않다며 이의를 제기하면서 파기되었다. 오동은 훗날 교황 우르바노 2세가 되었다.
결국 데시데리우스는 1086년 5월 24일 교황직을 수락하고, 유화적이었던 교황 빅토르 2세를 본받아 자신의 새 이름을 빅토르 3세로 명명하였다. 그러나 교황으로 선출된 지 4일 만에 빅토르 3세와 추기경들은 친황제파의 소요를 피해 로마를 탈출하였다. 그들은 테라치나로 달아났으나, 그곳에서도 반대자들을 맞닥뜨렸다. 빅토르 3세는 교황의 휘장까지 버리고 다시 피신해 몬테카시노에 1년 동안 칩거하였다.
1087년 사순 시기가 중반에 접어들면서 카푸아에서 추기경들과 주교들이 모여 교회회의를 소집했다. 이 자리에서 카푸아의 교황 대리 리용의 위그가 교황으로 선출된 빅토르 3세에 대한 공개적인 지지의사를 밝힌 편지가 낭독되었으며, 노르만족 지도자들과 로마의 귀족들, 교회회의에 참석한 고위 성직자들도 잇달아 지지의사를 밝혔다. 결국 빅토르 3세는 마침내 뜻을 굽혀서 다시 교황의 의복을 착용함으로써 자신의 교황직을 받아들였다. 그동안 그의 고집 때문에 일부 성직자들이 얼마나 짜증이 났는지에 대해서는 카푸아의 위그가 보관한 리용의 위그의 편지를 보더라도 잘 알 수 있다.
비록 빅토르 3세가 주위의 압력을 받아 1086년 교황직을 수락하기로 결정했지만, 대립교황 클레멘스 3세가 아직 로마에 있었기 때문에 그의 즉위식은 거행되지 못했다. 1087년 예수 부활 대축일이 끝난 후, 빅토르 3세는 수도원 생활에서 벗어나 로마로 갔다. 그와 함께 노르만 군대가 로마로 진격해 대립교황 클레멘스 3세를 호위한 병사들을 모두 성 베드로 대성전 밖으로 내몰았다. 그런 다음 빅토르 3세는 1087년 5월 9일 성 베드로 대성전에서 공식적으로 교황으로서의 즉위식을 가질 수 있었다. 그는 단지 8일만 로마에 머물다가 다시 몬테카시노로 돌아갔지만, 토스카나의 마틸데 공작 부인과 카푸아의 요르단 1세 공작의 도움을 받아 바티칸 언덕을 탈환하였다. 그리고 그 해 5월이 끝나기 전에 마틸데 공작 부인의 부름을 받고 한 번 더 로마를 방문했다. 그리고 교황을 따르는 군대는 레오 성벽과 트라스테베레를 탈환하였다. 그러나 6월 말에 대립교황이 성 베드로 대성전을 재차 장악하면서 빅토르 3세는 몬테카시노 수도원으로 다시 물러났다. 8월에 베네벤토에 소집된 시노드에서는 대립교황 클레멘스 3세의 파문과 더불어 평신도가 서임권을 행사하는 것에 대한 비판을 재차 확인했으며, 북아프리카의 사라센에 대항하기 위한 성전(聖戰), 리옹의 위그와 마르세유의 아빠스 리샤르에 대한 단죄를 결의했다.
시노드가 폐막한 지 3일 후에 빅토르 3세는 중병에 걸려 1087년 9월 16일 몬테카시노에서 선종했다. 그의 시신은 몬테카시노 수도자실에 안장되었다.

## 시복
빅토르 3세의 유해는 16세기에 몬테카시노 수도원 성당으로 이장되었으며, 1890년에 또 다시 이장되었다. 빅토르 3세에 대한 공경은 그가 선종한 지 약 60년이 지나 교황 아나스타시오 4세가 재임한 시기 때부터인 것으로 보인다.
1727년 몬테카시노 수도원의 아빠스는 교황 베네딕토 13세로부터 빅토르 3세를 공경하는 것을 특별히 허용받았다.
교황 레오 13세는 빅토르 3세를 시복하였다.

## 같이 보기
- 교황 목록